# Llista de monuments de l'Alt Maestrat
Llista de monuments de l'Alt Maestrat inscrits en l'Inventari General del Patrimoni Cultural Valencià per la comarca de l'Alt Maestrat.
S'inclouen els monuments declarats com a Béns d'Interés Cultural (BIC), classificats com a béns immobles sota la categoria de monuments (realitzacions arquitectòniques o d'enginyeria, i obres d'escultura colossal), i els monuments declarats com a Béns immobles de rellevància local (BRL). Estan inscrits en l'Inventari General del Patrimoni Cultural Valencià, en les seccions 1a i 2a respectivament.

## Albocàsser
| Monument                                              | Prot.? | Estil/època | Localització                      | Coordenades                                          | Codi?         | Imatge |
| ----------------------------------------------------- | ------ | --- | --------------------------------- | ---------------------------------------------------- | ------------- | --- |
| Torre de la Fonteta, o Torre dels Blanco              | BIC    | S.XVI | Albocàsser C. Sant Pau, 9         | 40° 21′ 26″ N, 0° 01′ 21″ E / 40.357334°N,0.022481°E | RI-51-0010970 | Torre de la Fonteta (Albocàsser) · Vegeu més fotos d'aquest monument · Carregueu una nova foto d'aquest monument                |
| Ermita Hostatgeria de Sant Pau o Santuari de Sant Pau | BIC    | Arquitectura medieval - Barroc S.XVI inici ermita; S.XVII (1690) decoració interior, (1617) terminació de l'alberg i l'hostatgeria; S.XVIII s'amplien las estances | Albocàsser Paratge Sant Pau       | 40° 20′ 37″ N, 0° 00′ 23″ O / 40.343667°N,0.00625°O  | RI-51-0004862 | Ermita Hostatgeria de Sant Pau (Albocàsser) · Vegeu més fotos d'aquest monument · Carregueu una nova foto d'aquest monument     |
| Torre de l'Alfalsar, de la Falsa, Falzà o l'Alfasar   | BIC    | S.XVI | Albocàsser Propera a la població  | 40° 21′ 06″ N, 0° 01′ 18″ E / 40.351661°N,0.021675°E | RI-51-0010975 | Torre de l'Alfalsar (Albocàsser) · Modifica el valor a Wikidata · Carregueu una nova foto d'aquest monument                     |
| Restes del Castell i Muralles d'Albocàsser            | BIC    | | Albocàsser Centre de la població  | 40° 21′ 29″ N, 0° 01′ 23″ E / 40.358114°N,0.023042°E | RI-51-0011208 | Carregueu una nova foto d'aquest monument                                                                                       |
| Escut dels Pallarés Pastor                            | BIC    | | Albocàsser C. de la Font, 1-3     |                                                      | 12.02.003-011 | Carregueu una nova foto d'aquest monument                                                                                       |
| Escut dels Fuster                                     | BIC    | | Albocàsser C. Major, 8            |                                                      | 12.02.003-012 | Carregueu una nova foto d'aquest monument                                                                                       |
| Ermita de l'Esperança d'Albocàsser                    | BRL    | Arquitectura medieval S.XV | Albocàsser C. de l'Esperança      | 40° 20′ 40″ N, 0° 01′ 55″ E / 40.344406°N,0.032044°E | 12.02.003-002 | Ermita de l'Esperança (Albocàsser) · Modifica el valor a Wikidata · Carregueu una nova foto d'aquest monument                   |
| Ermita dels Sants Joans                               | BRL    | | Albocàsser                        | 40° 21′ 24″ N, 0° 01′ 24″ E / 40.356528°N,0.023278°E | 12.02.003-003 | Ermita dels Sants Joans (Albocàsser) · Vegeu més fotos d'aquest monument · Carregueu una nova foto d'aquest monument            |
| Ermita de Sant Miquel d'Albocàsser                    | BRL    | S.XV; S.XVI; S.XVIII | Albocàsser Paratge de Sant Miquel | 40° 22′ 37″ N, 0° 01′ 10″ E / 40.376906°N,0.01945°E  | 12.02.003-001 | Ermita de Sant Miquel (Albocàsser) · Modifica el valor a Wikidata · Carregueu una nova foto d'aquest monument                   |
| Església parroquial de Sant Joan, o dels Sants Joans  | BRL    | | Albocàsser Pl. de Sant Joan       | 40° 21′ 23″ N, 0° 01′ 25″ E / 40.356442°N,0.023481°E | 12.02.003-005 | Carregueu una nova foto d'aquest monument                                                                                       |
| Ermita de Sant Pere Màrtir d'Albocàsser               | BRL    | Arquitectura medieval S.XV | Albocàsser Antic camí a Benassal  | 40° 21′ 31″ N, 0° 01′ 01″ E / 40.358635°N,0.016897°E | 12.02.003-008 | Ermita de Sant Pere Màrtir (Albocàsser) · Modifica el valor a Wikidata · Carregueu una nova foto d'aquest monument              |
| Església parroquial de l'Assumpció d'Albocàsser       | BRL    | S.XVII; S.XVIII | Albocàsser Pl. Major              | 40° 21′ 29″ N, 0° 01′ 27″ E / 40.358007°N,0.024118°E | 12.02.003-009 | Església parroquial de l'Assumpció (Albocàsser) · Vegeu més fotos d'aquest monument · Carregueu una nova foto d'aquest monument |

## Ares del Maestrat
| Monument                                           | Prot.?        | Estil/època                                | Localització                                   | Coordenades                                          | Codi?          | Imatge |
| -------------------------------------------------- | ------------- | ------------------------------------------ | ---------------------------------------------- | ---------------------------------------------------- | -------------- | --- |
| Masia fortificada Torre Beltrans                   | BIC           | Arquitectura medieval S.XVI                | Ares del Maestrat Serra en Celler              | 40° 23′ 29″ N, 0° 06′ 18″ O / 40.39128°N,0.105097°O  | RI-51-0009741  | Masia fortificada Torre Beltrans (Ares del Maestrat) · Vegeu més fotos d'aquest monument · Carregueu una nova foto d'aquest monument   |
| Castell d'Ares                                     | BIC           | Arquitectura medieval                      | Ares del Maestrat Mola del Castell             | 40° 27′ 20″ N, 0° 07′ 52″ O / 40.4556°N,0.13116°O    | RI-51-0010118  | Castell d'Ares (Ares del Maestrat) · Vegeu més fotos d'aquest monument · Carregueu una nova foto d'aquest monument                     |
| Barranc dels Molins                                | BIC etnològic |                                            | Ares del Maestrat                              | 40° 27′ 00″ N, 0° 07′ 36″ O / 40.450056°N,0.126772°O | RI-54-0000239  | Barranc dels Molins (Ares del Maestrat) · Vegeu més fotos d'aquest monument · Carregueu una nova foto d'aquest monument                |
| Conjunt de la vila d'Ares del Maestrat             | BIC           |                                            | Ares del Maestrat Pl. de l'Església, pl. Major | 40° 27′ 24″ N, 0° 07′ 58″ O / 40.456733°N,0.132875°O | 12.02.014-003  | Conjunt de la vila d'Ares del Maestrat · Vegeu més fotos d'aquest monument · Carregueu una nova foto d'aquest monument                 |
| Ermita de Sant Antoni de Pàdua d'Ares del Maestrat | BRL           | S.XVIII (1718)                             | Ares del Maestrat Mas de la Vall               | 40° 26′ 13″ N, 0° 06′ 49″ O / 40.43684°N,0.113574°O  | 12.02.014-004  | Carregueu una nova foto d'aquest monument                                                                                              |
| Ermita de Santa Elena d'Ares del Maestrat          | BRL           | S.XVIII (1742-1763)                        | Ares del Maestrat Ctra. Vilafranca-Ares        | 40° 24′ 57″ N, 0° 07′ 38″ O / 40.415775°N,0.127143°O | 12.02.014-005  | Carregueu una nova foto d'aquest monument                                                                                              |
| Església parroquial de l'Assumpció                 | BRL           | Renaixement, barroc S.XVI (torre); S.XVIII | Ares del Maestrat Pl. de l'Església            | 40° 27′ 22″ N, 0° 07′ 54″ O / 40.456019°N,0.131617°O | 12.02.014-006  | Església parroquial de l'Assumpció (Ares del Maestrat) · Vegeu més fotos d'aquest monument · Carregueu una nova foto d'aquest monument |
| Font dels Regatxols                                | BRL etnològic | S.XIX (1818)                               | Ares del Maestrat Barranc dels Molins          | 40° 27′ 39″ N, 0° 07′ 11″ O / 40.46083°N,0.11972°O   | 12.02.014-E168 | Carregueu una nova foto d'aquest monument                                                                                              |
| Llavador                                           | BRL etnològic |                                            | Ares del Maestrat Font dels Regatxols          | 40° 27′ 39″ N, 0° 07′ 11″ O / 40.460833°N,0.119722°O | 12.02.014-010  | Carregueu una nova foto d'aquest monument                                                                                              |
| Molí de la Roca                                    | BRL etnològic | S.XVIII (1774)                             | Ares del Maestrat Barranc dels Molins          |                                                      | 12.02.014-E179 | Molí de la Roca (Ares del Maestrat) · Vegeu més fotos d'aquest monument · Carregueu una nova foto d'aquest monument                    |
| El Molinet                                         | BRL           |                                            | Ares del Maestrat Barranc dels Molins          | 40° 27′ 22″ N, 0° 07′ 25″ O / 40.456066°N,0.123586°O | 12.02.014-012  | El Molinet (Ares del Maestrat) · Vegeu més fotos d'aquest monument · Carregueu una nova foto d'aquest monument                         |
| Molí de la Casa, Molí de Dalt                      | BRL etnològic |                                            | Ares del Maestrat Barranc dels Molins          | 40° 27′ 18″ N, 0° 07′ 26″ O / 40.455°N,0.124°O       | 12.02.014-E161 | Molí de la Casa (Ares del Maestrat) · Vegeu més fotos d'aquest monument · Carregueu una nova foto d'aquest monument                    |
| Molí de la Bassa Rodona, Molí del Bassot           | BRL etnològic | S.XVIII (1760)                             | Ares del Maestrat Barranc dels Molins          | 40° 27′ 13″ N, 0° 07′ 31″ O / 40.45353°N,0.12528°O   | 12.02.014-E181 | Molí de la Bassa Rodona (Ares del Maestrat) · Vegeu més fotos d'aquest monument · Carregueu una nova foto d'aquest monument            |
| Molí Sòl de la Costa                               | BRL etnològic | S.XVIII (1798)                             | Ares del Maestrat Barranc dels Molins          | 40° 27′ 00″ N, 0° 07′ 36″ O / 40.44994°N,0.12673°O   | 12.02.014-E182 | Carregueu una nova foto d'aquest monument                                                                                              |
| Antiga llotja, avui Ajuntament d'Ares del Maestrat | BRL           |                                            | Ares del Maestrat Pl. de l'Església, 1         | 40° 27′ 23″ N, 0° 07′ 54″ O / 40.456405°N,0.131713°O | 12.02.014-017  | Antiga llotja (Ares del Maestrat) · Vegeu més fotos d'aquest monument · Carregueu una nova foto d'aquest monument                      |
| Casa Abadia d'Ares del Maestrat                    | BRL           |                                            | Ares del Maestrat                              | 40° 27′ 21″ N, 0° 07′ 56″ O / 40.455867°N,0.13215°O  | 12.02.014-018  | Casa Abadia (Ares del Maestrat) · Modifica el valor a Wikidata · Carregueu una nova foto d'aquest monument                             |
| Antiga presó d'Ares del Maestrat                   | BRL           |                                            | Ares del Maestrat                              | 40° 27′ 23″ N, 0° 07′ 54″ O / 40.4564°N,0.131792°O   | 12.02.014-019  | Carregueu una nova foto d'aquest monument                                                                                              |
| La Bassa                                           | BRL           |                                            | Ares del Maestrat                              |                                                      | 12.02.014-020  | Carregueu una nova foto d'aquest monument                                                                                              |
| La Cova                                            | BRL           |                                            | Ares del Maestrat En el castell                |                                                      | 12.02.014-021  | Carregueu una nova foto d'aquest monument                                                                                              |
| Creus medievals de l'antic Calvari                 | BRL           |                                            | Ares del Maestrat En el cementiri              | 40° 27′ 28″ N, 0° 08′ 17″ O / 40.45791°N,0.13811°O   | 12.02.014-022  | Creus medievals de l'antic Calvari (Ares del Maestrat) · Modifica el valor a Wikidata · Carregueu una nova foto d'aquest monument      |

## Benassal
| Monument                                                                     | Prot.? | Estil/època                                                    | Localització                                    | Coordenades                                               | Codi?         | Imatge |
| ---------------------------------------------------------------------------- | ------ | -------------------------------------------------------------- | ----------------------------------------------- | --------------------------------------------------------- | ------------- | --- |
| Torre Nabàs o Torre de Pere Joan                                             | BIC    | Arquitectura medieval                                          | Benassal Prop ctra. a Vilafranca                | 40° 24′ 00″ N, 0° 09′ 27″ O / 40.399872°N,0.157411°O      | RI-51-0010793 | Torre Nabàs (Benassal) · Modifica el valor a Wikidata · Carregueu una nova foto d'aquest monument                             |
| Castell de Corbó o de Corbons                                                | BIC    | Arquitectura medieval                                          | Benassal Ctra. Benasal-Vilafranca, Km. 10       | 40° 25′ 34″ N, 0° 12′ 56″ O / 40.426193°N,0.215434°O      | RI-51-0010797 | Carregueu una nova foto d'aquest monument                                                                                     |
| Muralles (Torres d'en Garcés, de la Presó i Redona), o Fortalesa de Benassal | BIC    | Arquitectura medieval S.XIV; S.XV                              | Benassal A la població                          | 40° 22′ 47″ N, 0° 08′ 36″ O / 40.379833°N,0.143403°O      | RI-51-0010792 | Muralles (Benassal) · Vegeu més fotos d'aquest monument · Carregueu una nova foto d'aquest monument                           |
| Masia Torre Monfort de Benassal                                              | BIC    |                                                                | Benassal Camí Torre Monfort                     | 40° 22′ 31″ N, 0° 09′ 29″ O / 40.375272°N,0.157933°O      | 12.02.026-018 | Carregueu una nova foto d'aquest monument                                                                                     |
| Torre de Bulc (Benassal)                                                     | BIC    |                                                                | Benassal Prop de la carretera a Vilafranca      | 40° 24′ 07″ N, 0° 09′ 35″ O / 40.401858°N,0.159631°O      | 12.02.026-003 | Torre de Bulc (Benassal) · Modifica el valor a Wikidata · Carregueu una nova foto d'aquest monument                           |
| Ermita de Loreto de Benassal                                                 | BRL    | S.XVII (1626)                                                  | Benassal Pedrissa d'en Gargil, camí del Calvari | 40° 22′ 49″ N, 0° 08′ 45″ O / 40.38038°N,0.145892°O       | 12.02.026-007 | Ermita de Loreto (Benassal) · Vegeu més fotos d'aquest monument · Carregueu una nova foto d'aquest monument                   |
| Ermita de Sant Cristòfol de Benassal                                         | BRL    | S.XIV (1372) origen; S.XVIII (1717-1750)                       | Benassal Mont Moncàtil                          | 40° 21′ 35″ N, 0° 08′ 22″ O / 40.359739°N,0.139535°O      | 12.02.026-005 | Ermita de Sant Cristòfol (Benassal) · Vegeu més fotos d'aquest monument · Carregueu una nova foto d'aquest monument           |
| Ermita de Sant Roc de Benassal                                               | BRL    | S.XVI (1550-1595); S.XVIII (1718) sagristia i casa de l'ermità | Benassal Mont Timor                             | 40° 23′ 00″ N, 0° 08′ 29″ O / 40.38333333°N,0.141388889°O | 12.02.026-006 | Ermita de Sant Roc (Benassal) · Vegeu més fotos d'aquest monument · Carregueu una nova foto d'aquest monument                 |
| Església parroquial de l'Assumpció de Benassal                               | BRL    | Barroc S.XVII (1677)                                           | Benassal C. de l'Església                       | 40° 22′ 48″ N, 0° 08′ 32″ O / 40.380043°N,0.142321°O      | 12.02.026-008 | Església parroquial de l'Assumpció (Benassal) · Vegeu més fotos d'aquest monument · Carregueu una nova foto d'aquest monument |

## Catí
| Monument                                                                    | Prot.?        | Estil/època                                                       | Localització                                         | Coordenades                                               | Codi?         | Imatge |
| --------------------------------------------------------------------------- | ------------- | ----------------------------------------------------------------- | ---------------------------------------------------- | --------------------------------------------------------- | ------------- | --- |
| Escut nobiliari de la casa al carrer de Sant Joan                           | BIC           |                                                                   | Catí Nucli històric                                  | 40° 28′ 18″ N, 0° 01′ 26″ E / 40.4717°N,0.023814°E        | RI-51-0011332 | Escut nobiliari de la casa al carrer de Sant Joan (Catí) · Vegeu més fotos d'aquest monument · Carregueu una nova foto d'aquest monument         |
| Escut nobiliari de la casa dels Sans en Catí                                | BIC           |                                                                   | Catí Nucli històric                                  | 40° 28′ 21″ N, 0° 01′ 25″ E / 40.472453°N,0.023517°E      | RI-51-0011331 | Escut nobiliari de la casa dels Sans (Catí) · Vegeu més fotos d'aquest monument · Carregueu una nova foto d'aquest monument                      |
| Escuts de l'Església de Catí                                                | BIC           |                                                                   | Catí Nucli històric                                  | 40° 28′ 18″ N, 0° 01′ 23″ E / 40.471592°N,0.023139°E      | RI-51-0011334 | Escuts de l'Església (Catí) · Vegeu més fotos d'aquest monument · Carregueu una nova foto d'aquest monument                                      |
| Escut de la casa Abadia de Catí                                             | BIC           |                                                                   | Catí Nucli històric                                  | 40° 28′ 17″ N, 0° 01′ 23″ E / 40.471461°N,0.023047°E      | RI-51-0011329 | Escut de la Casa Abadia (Catí) · Vegeu més fotos d'aquest monument · Carregueu una nova foto d'aquest monument                                   |
| Muralles de Catí                                                            | BIC           |                                                                   | Catí Nucli històric                                  | 40° 28′ 23″ N, 0° 01′ 24″ E / 40.472978°N,0.023464°E      | RI-51-0011328 | Carregueu una nova foto d'aquest monument |
| Emblema i inscripció a la casa del mercader Jerònim Martí en Catí           | BIC           |                                                                   | Catí Nucli històric                                  | 40° 28′ 16″ N, 0° 01′ 21″ E / 40.471186°N,0.022547°E      | RI-51-0011330 | Emblema i inscripció a la casa del mercader Jerònim Martí (Catí) · Vegeu més fotos d'aquest monument · Carregueu una nova foto d'aquest monument |
| Escut de l'Antic Hospital                                                   | BIC           |                                                                   | Catí Nucli històric                                  | 40° 28′ 15″ N, 0° 01′ 20″ E / 40.470864°N,0.022203°E      | RI-51-0011333 | Escut de l'Antic Hospital (Catí) · Vegeu més fotos d'aquest monument · Carregueu una nova foto d'aquest monument                                 |
| Nucli històric de Catí                                                      | BIC           |                                                                   | Catí C. Major, pl. de Dalt, pl. de Baix, c. Llarguer | 40° 28′ 17″ N, 0° 01′ 23″ E / 40.47145°N,0.023117°E       | RI-53-0000603 | Nucli històric de Catí · Vegeu més fotos d'aquest monument · Carregueu una nova foto d'aquest monument                                           |
| Casa Abadia de Catí                                                         | BRL           |                                                                   | Catí Nucli històric                                  | 40° 28′ 17″ N, 0° 01′ 23″ E / 40.471461°N,0.023047°E      | 12.02.042-021 | Casa Abadia (Catí) · Vegeu més fotos d'aquest monument · Carregueu una nova foto d'aquest monument                                               |
| Casa Ajuntament o Casa de la Vila de Catí                                   | BRL           | Gòtic S.XV                                                        | Catí C. Major, 2                                     | 40° 28′ 17″ N, 0° 01′ 22″ E / 40.471517°N,0.022778°E      | 12.02.042-010 | Casa Ajuntament (Catí) · Vegeu més fotos d'aquest monument · Carregueu una nova foto d'aquest monument                                           |
| Casa dels Miralles o dels Sant Joan de Catí                                 | BRL           |                                                                   | Catí C. Major                                        | 40° 28′ 17″ N, 0° 01′ 22″ E / 40.471406°N,0.022645°E      | 12.02.042-017 | Casa dels Miralles (Catí) · Vegeu més fotos d'aquest monument · Carregueu una nova foto d'aquest monument                                        |
| Casa dels Montserrat de Catí                                                | BRL           |                                                                   | Catí Conjunt històric del nucli antic                | 40° 28′ 17″ N, 0° 01′ 22″ E / 40.471406°N,0.022645°E      | 12.02.042-018 | Casa dels Montserrat (Catí) · Vegeu més fotos d'aquest monument · Carregueu una nova foto d'aquest monument                                      |
| El Delme                                                                    | BRL           |                                                                   | Catí C. Major, 4                                     | 40° 28′ 17″ N, 0° 01′ 21″ E / 40.4714°N,0.022583°E        | 12.02.042-020 | El Delme (Catí) · Vegeu més fotos d'aquest monument · Carregueu una nova foto d'aquest monument                                                  |
| Ermita de la Mare de Déu de l'Avellà de Catí, o Santuari-Ermita de l'Avellà | BRL           | S.XVI (1544-1549); S.XVI; S.XVIII (1720-1750)                     | Catí Mont de l'Avellà                                | 40° 30′ 08″ N, 0° 00′ 02″ E / 40.502151°N,0.00047°E       | 12.02.042-002 | Ermita de la Mare de Déu de l'Avellà (Catí) · Vegeu més fotos d'aquest monument · Carregueu una nova foto d'aquest monument                      |
| Ermita de la Mare de Déu del Pilar                                          | BRL           | S.XVII (1625)                                                     | Catí Vall dels Cirers                                | 40° 24′ 50″ N, 0° 01′ 38″ O / 40.413833°N,0.027167°O      | 12.02.042-008 | Ermita de la Mare de Déu del Pilar (Catí) · Vegeu més fotos d'aquest monument · Carregueu una nova foto d'aquest monument                        |
| Ermita de Sant Josep de Catí                                                | BRL           |                                                                   | Catí Ctra. a Morella                                 | 40° 30′ 34″ N, 0° 01′ 27″ E / 40.509476°N,0.024290°E      | 12.02.042-009 | Carregueu una nova foto d'aquest monument |
| Ermita de Sant Vicent                                                       | BRL           | S.XVII (1610-1618)                                                | Catí Paratge Font de Catí                            | 40° 28′ 10″ N, 0° 02′ 52″ E / 40.469413°N,0.047700°E      | 12.02.042-004 | Ermita de Sant Vicent (Catí) · Vegeu més fotos d'aquest monument · Carregueu una nova foto d'aquest monument                                     |
| Ermita de Santa Anna                                                        | BRL           | S.XV (1441-1446); S.XVII (1618) capella major; S.XVIII (1708) cor | Catí Paratge Font de Catí                            | 40° 28′ 44″ N, 0° 01′ 32″ E / 40.478808°N,0.025561°E      | 12.02.042-006 | Ermita de Santa Anna (Catí) · Vegeu més fotos d'aquest monument · Carregueu una nova foto d'aquest monument                                      |
| Església parroquial de l'Assumpció                                          | BRL           |                                                                   | Catí Pl. de l'Església, 1                            | 40° 28′ 18″ N, 0° 01′ 23″ E / 40.47166667°N,0.023055556°E | 12.02.042-007 | Església parroquial de l'Assumpció (Catí) · Vegeu més fotos d'aquest monument · Carregueu una nova foto d'aquest monument                        |
| Font de Sant Vicent                                                         | BRL etnològic |                                                                   | Catí plaça de Baix                                   | 40° 28′ 22″ N, 0° 01′ 24″ E / 40.472848°N,0.023347°E      | 12.02.042-019 | Font de Sant Vicent (Catí) · Vegeu més fotos d'aquest monument · Carregueu una nova foto d'aquest monument                                       |

## Culla
| Monument                                                               | Prot.? | Estil/època                                  | Localització                                  | Coordenades                                          | Codi?         | Imatge |
| ---------------------------------------------------------------------- | ------ | -------------------------------------------- | --------------------------------------------- | ---------------------------------------------------- | ------------- | --- |
| Torre Matella, Torre de la Marquesa, l'Hostalet o Torre de la Marquesa | BIC    |                                              | Culla Partida Matella                         | 40° 14′ 54″ N, 0° 05′ 37″ O / 40.248286°N,0.093524°O | RI-51-0011256 | Torre Matella (Culla) · Vegeu més fotos d'aquest monument · Carregueu una nova foto d'aquest monument                     |
| Castell i muralla                                                      | BIC    | Arquitectura islàmica, arquitectura medieval | Culla Turó sobre el que s'assenta la població | 40° 20′ 17″ N, 0° 09′ 59″ O / 40.337933°N,0.166512°O | RI-51-0010119 | Castell i muralla (Culla) · Vegeu més fotos d'aquest monument · Carregueu una nova foto d'aquest monument                 |
| Torre Amador o Torre Madoc                                             | BIC    |                                              | Culla Paratge de la Mola                      | 40° 19′ 38″ N, 0° 08′ 02″ O / 40.327136°N,0.133776°O | RI-51-0011320 | Torre Amador (Culla) · Vegeu més fotos d'aquest monument · Carregueu una nova foto d'aquest monument                      |
| Torre del Palomar                                                      | BIC    |                                              | Culla Propera a la població                   | 40° 20′ 24″ N, 0° 09′ 51″ O / 40.340128°N,0.164208°O | 12.02.051-003 | Torre del Palomar (Culla) · Vegeu més fotos d'aquest monument · Carregueu una nova foto d'aquest monument                 |
| Torre de guaita de Sant Cristòfol                                      | BIC    |                                              | Culla Mont Sant Cristòfol                     | 40° 19′ 37″ N, 0° 09′ 59″ O / 40.326917°N,0.166511°O | 12.02.051-002 | Torre de guaita de Sant Cristòfol (Culla) · Vegeu més fotos d'aquest monument · Carregueu una nova foto d'aquest monument |
| Nucli històric de Culla                                                | BIC    |                                              | Culla Pl. de l'Església, pl. de l'Hospital    | 40° 20′ 16″ N, 0° 09′ 56″ O / 40.337875°N,0.1656°O   | RI-53-0000593 | Nucli històric de Culla · Vegeu més fotos d'aquest monument · Carregueu una nova foto d'aquest monument                   |
| Antic Hospital                                                         | BRL    |                                              | Culla C. Recaredo García, 20                  | 40° 20′ 16″ N, 0° 09′ 57″ O / 40.337741°N,0.165970°O | 12.02.051-010 | Antic Hospital (Culla) · Vegeu més fotos d'aquest monument · Carregueu una nova foto d'aquest monument                    |
| Ermita de Sant Cristòfol                                               | BRL    | S.XVIII                                      | Culla Paratge la Lloma                        | 40° 19′ 37″ N, 0° 09′ 59″ O / 40.326917°N,0.166512°O | 12.02.051-008 | Ermita de Sant Cristòfol (Culla) · Vegeu més fotos d'aquest monument · Carregueu una nova foto d'aquest monument          |
| Ermita de Sant Roc                                                     | BRL    | S.XVI (1562-1574)                            | Culla Paratge de San Roc                      | 40° 20′ 25″ N, 0° 09′ 55″ O / 40.340297°N,0.165203°O | 12.02.051-007 | Ermita de Sant Roc (Culla) · Vegeu més fotos d'aquest monument · Carregueu una nova foto d'aquest monument                |
| Església parroquial del Salvador                                       | BRL    |                                              | Culla C. Abadia, 3                            | 40° 20′ 16″ N, 0° 09′ 56″ O / 40.337884°N,0.165567°O | 12.02.051-001 | Església parroquial del Salvador (Culla) · Vegeu més fotos d'aquest monument · Carregueu una nova foto d'aquest monument  |
| La Presó                                                               | BRL    |                                              | Culla C. Abadia, 5                            | 40° 20′ 16″ N, 0° 09′ 55″ O / 40.337737°N,0.165353°O | 12.02.051-009 | La Presó (Culla) · Vegeu més fotos d'aquest monument · Carregueu una nova foto d'aquest monument                          |

## Tírig
| Monument                                     | Prot.? | Estil/època   | Localització                | Coordenades                                          | Codi?         | Imatge |
| -------------------------------------------- | ------ | ------------- | --------------------------- | ---------------------------------------------------- | ------------- | --- |
| Castell i muralles de Tírig                  | BIC    |               | Tírig A la població         | 40° 25′ 27″ N, 0° 04′ 38″ E / 40.424172°N,0.077181°E | 12.02.111-002 | Carregueu una nova foto d'aquest monument                                                                                   |
| Ermita de Santa Bàrbara de Tírig             | BRL    | S.XVII (1603) | Tírig Paratge Can Redo      | 40° 25′ 20″ N, 0° 05′ 27″ E / 40.42223°N,0.0908°E    | 12.02.111-003 | Ermita de Santa Bàrbara (Tírig) · Vegeu més fotos d'aquest monument · Carregueu una nova foto d'aquest monument             |
| Església parroquial Verge del Pilar de Tirig | BRL    |               | Tírig Pl. del País Valencià | 40° 25′ 26″ N, 0° 04′ 39″ E / 40.423866°N,0.077538°E | 12.02.111-001 | Església parroquial Verge del Pilar (Tírig) · Vegeu més fotos d'aquest monument · Carregueu una nova foto d'aquest monument |

## La Torre d'en Besora
| Monument                                                     | Prot.? | Estil/època | Localització                            | Coordenades                                               | Codi?         | Imatge |
| ------------------------------------------------------------ | ------ | ----------- | --------------------------------------- | --------------------------------------------------------- | ------------- | --- |
| Castell o Torre de la Torre d'en Besora                      | BIC    |             | La Torre d'en Besora                    | 40° 19′ 37″ N, 0° 04′ 44″ O / 40.32694444°N,0.078888889°O | 12.02.119-001 | Castell (la Torre d'en Besora) · Vegeu més fotos d'aquest monument · Carregueu una nova foto d'aquest monument                              |
| Església parroquial de Sant Bartomeu de la Torre d'en Besora | BRL    |             | La Torre d'en Besora Pati de l'Església | 40° 19′ 37″ N, 0° 04′ 44″ O / 40.32694444°N,0.078888889°O | 12.02.119-002 | Església parroquial de Sant Bartomeu (la Torre d'en Besora) · Vegeu més fotos d'aquest monument · Carregueu una nova foto d'aquest monument |

## Vilafranca
| Monument | Prot.? | Estil/època                                                                                 | Localització                                        | Coordenades                                          | Codi?         | Imatge |
| --- | ------ | ------------------------------------------------------------------------------------------- | --------------------------------------------------- | ---------------------------------------------------- | ------------- | --- |
| Masia fortificada Torre d'en Blasco, o Mas de Partiràs                                                           | BIC    |                                                                                             | Vilafranca Camí de la Barranca des de Vilafranca    | 40° 24′ 11″ N, 0° 16′ 44″ O / 40.403033°N,0.278947°O | RI-51-0012145 | Carregueu una nova foto d'aquest monument                                                                                                 |
| Masia fortificada Torre Leandra de Vilafranca, o Torre dels Tenens de l'Ontrader, Masia Collado, Torre Centelles | BIC    |                                                                                             | Vilafranca Camí de la Barranca                      | 40° 23′ 57″ N, 0° 16′ 36″ O / 40.399163°N,0.276581°O | RI-51-0012189 | Carregueu una nova foto d'aquest monument                                                                                                 |
| Masia fortificada Torre Fonso                                                                                    | BIC    |                                                                                             | Vilafranca Ctra. a l'Anglesola CV-15                | 40° 27′ 19″ N, 0° 17′ 11″ O / 40.455177°N,0.286393°O | RI-51-0012144 | Masia fortificada Torre Fonso (Vilafranca) · Carregueu una nova foto d'aquest monument                                                    |
| Masia fortificada Torre Barreda                                                                                  | BIC    |                                                                                             | Vilafranca                                          | 40° 25′ 58″ N, 0° 15′ 41″ O / 40.43283°N,0.26142°O   | 12.02.129-016 | Carregueu una nova foto d'aquest monument                                                                                                 |
| Torre de Pobla de Bellestar, o masia fortificada de Pobla de Ballestar                                           | BIC    |                                                                                             | Vilafranca Pobla de Sant Miquel                     | 40° 27′ 49″ N, 0° 18′ 40″ O / 40.463512°N,0.311244°O | RI-51-0012251 | Torre de Pobla de Bellestar (Vilafranca) · Vegeu més fotos d'aquest monument · Carregueu una nova foto d'aquest monument                  |
| Masia fortificada Mas de Tena                                                                                    | BIC    |                                                                                             | Vilafranca Partida de Sant Pere Màrtir o Campiellos | 40° 27′ 26″ N, 0° 15′ 22″ O / 40.457086°N,0.256024°O | RI-51-0012190 | Masia fortificada Mas de Tena (Vilafranca) · Vegeu més fotos d'aquest monument · Carregueu una nova foto d'aquest monument                |
| Masia fortificada Mas de Roig, o Masia Fortificada Torre de Mas de Roig                                          | BIC    |                                                                                             | Vilafranca Camí Creu                                | 40° 17′ 37″ N, 0° 02′ 15″ O / 40.293479°N,0.037453°O | RI-51-0012143 | Carregueu una nova foto d'aquest monument                                                                                                 |
| Escut dels Peñarroja                                                                                             | BIC    |                                                                                             | Vilafranca                                          | 40° 25′ 29″ N, 0° 15′ 19″ O / 40.42485°N,0.25522°O   | 12.02.129-017 | Carregueu una nova foto d'aquest monument                                                                                                 |
| Escut històric de Vilafranca                                                                                     | BIC    |                                                                                             | Vilafranca C. Major, 49                             | 40° 25′ 35″ N, 0° 15′ 26″ O / 40.426374°N,0.257321°O | 12.02.129-018 | Escut històric de Vilafranca · Carregueu una nova foto d'aquest monument                                                                  |
| Ermita de Sant Roc de Vilafranca                                                                                 | BRL    | S.XVIII (1702-1706)                                                                         | Vilafranca C. Sant Roc                              | 40° 25′ 40″ N, 0° 15′ 18″ O / 40.427904°N,0.254864°O | 12.02.129-013 | Ermita de Sant Roc (Vilafranca) · Vegeu més fotos d'aquest monument · Carregueu una nova foto d'aquest monument                           |
| Ermita de Santa Bàrbara                                                                                          | BRL    | S.XVIII (1773-1794)                                                                         | Vilafranca C. Santa Bàrbara                         | 40° 25′ 55″ N, 0° 15′ 45″ O / 40.432056°N,0.262528°O | 12.02.129-011 | Ermita de Santa Bàrbara (Vilafranca) · Vegeu més fotos d'aquest monument · Carregueu una nova foto d'aquest monument                      |
| Ermita del Calvari de Vilafranca                                                                                 | BRL    |                                                                                             | Vilafranca                                          | 40° 25′ 38″ N, 0° 15′ 19″ O / 40.427120°N,0.255142°O | 12.02.129-015 | Ermita del Calvari (Vilafranca) · Carregueu una nova foto d'aquest monument                                                               |
| Església parroquial de Sant Miquel de Vilafranca                                                                 | BRL    | S.XIII; S.XVI                                                                               | Vilafranca La Pobla de Bellestar                    | 40° 27′ 50″ N, 0° 18′ 36″ O / 40.463885°N,0.309864°O | 12.02.129-004 | Església parroquial de Sant Miquel (Vilafranca) · Vegeu més fotos d'aquest monument · Carregueu una nova foto d'aquest monument           |
| Església parroquial de Santa Maria Magdalena                                                                     | BRL    |                                                                                             | Vilafranca C. Major                                 | 40° 25′ 30″ N, 0° 15′ 20″ O / 40.425081°N,0.255686°O | 12.02.129-007 | Església parroquial de Santa Maria Magdalena (Vilafranca) · Vegeu més fotos d'aquest monument · Carregueu una nova foto d'aquest monument |
| Santuari de la Mare de Déu del Llosar                                                                            | BRL    | S.XV; S.XVII (1663) cor; S.XVIII (1734) hostaleria, (1758) cambril; S.XIX (1845-1848) porxo | Vilafranca Direcció Anglesola                       | 40° 26′ 40″ N, 0° 16′ 23″ O / 40.444403°N,0.272994°O | 12.02.129-005 | Santuari de la Mare de Déu del Llosar (Vilafranca) · Vegeu més fotos d'aquest monument · Carregueu una nova foto d'aquest monument        |

## Vilar de Canes
| Monument                                                                  | Prot.? | Estil/època | Localització                     | Coordenades                                          | Codi?         | Imatge |
| ------------------------------------------------------------------------- | ------ | ----------- | -------------------------------- | ---------------------------------------------------- | ------------- | --- |
| Església parroquial de Sant Llorenç o de la Purificació de Vilar de Canes | BRL    | S.XVIII     | Vilar de Canes Pl. de l'Església | 40° 21′ 30″ N, 0° 03′ 57″ O / 40.358257°N,0.065725°O | 12.02.134-002 | Església parroquial de Sant Llorenç (Vilar de Canes) · Vegeu més fotos d'aquest monument · Carregueu una nova foto d'aquest monument |